# Arabische Föderation
Die Arabische Föderation (wörtlich eigentlich Arabische Union, arabisch الاتحاد العربي, DMG al-Ittiḥād al-ʿarabī) war ein nur fünfmonatiger Zusammenschluss der Königreiche Irak und Jordanien vom 14. Februar bis zum 15. Juli 1958. Obwohl sich der Staat offiziell Union (Einheitsstaat) nannte und international meist als Föderation (Bundesstaat) bezeichnet wurde, war er de facto eine Konföderation (Staatenbund).
Der haschimitische irakische König Faisal II. und sein jordanischer Cousin Hussein I., welcher ebenfalls haschimitischer Herkunft war, gründeten die Föderation als Reaktion auf die am 1. Februar 1958 gegründete Vereinigte Arabische Republik. Während die Vereinigte Arabische Republik sich eher an der Sowjetunion orientierte, war die Arabische Föderation an guten Beziehungen zur ehemaligen Kolonialmacht Großbritannien und zu den USA interessiert. Während der Irak 1955 dem Bagdadpakt beigetreten war, hatte der Druck der übrigen arabischen Welt Jordanien davon zunächst abgehalten. Die Föderation band auch Jordanien faktisch an den Pakt, denn aus dem irakischen ebenso wie aus dem jordanischen Kabinett wurden die Ressorts Außenpolitik und Verteidigung ausgegliedert und der Föderationsregierung übertragen. Der Föderationsregierung stand der irakische Ministerpräsident vor. Am 3. März 1958 trat Ministerpräsident Abdel Wahab Mirjan zurück; sein Nachfolger wurde Nuri as-Said, der am 16. Mai 1958 vom irakischen König mit der Regierungsbildung beauftragt wurde.
Die Arabische Föderation bestand nur sechs Monate. Nach Qasims Militärputsch gegen Faisal II. vom 14. Juli wurden schon am 15. Juli 1958 alle Föderationsorgane von den Putschisten aufgelöst. Nach dem Putsch wurden König Faisal II, Kronprinz Abdallah und der Ministerpräsident Nuri As Said ermordet und sofort die Republik Irak ausgerufen, die anschließend von der Vereinigten Arabischen Republik anerkannt wurde. Am 23. Juli erklärte der Irak auch offiziell seinen Austritt aus der Föderation, am 2. August 1958 verfügte dann auch Jordaniens König Hussein offiziell deren Ende.

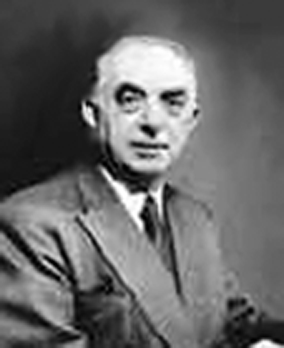
Nuri as-Said wurde Föderationspremier
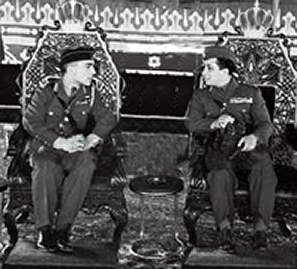
Die Haschemiten-Könige Faisal und Hussein
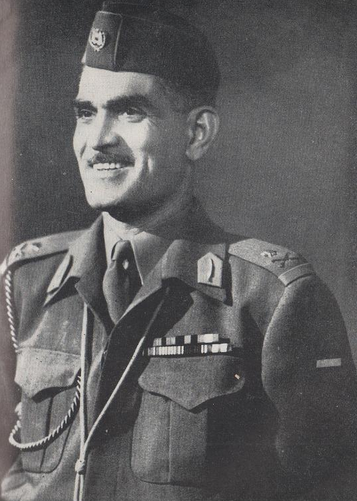
Brigadegeneral Qasim zerschlug die Föderation